# Florian Abrahamowicz
Florian Abrahamowicz, in Italia conosciuto perlopiù come don Floriano Abrahamowicz (Vienna, 7 aprile 1961), è un presbitero austriaco, responsabile in passato per il Nord-est d'Italia della Fraternità sacerdotale San Pio X,   da cui venne espulso nel febbraio 2009 per aver espresso opinioni discordanti dalla visione ufficiale dell'organizzazione. Ha successivamente aderito alla Congregazione di Maria Regina Immacolata, un gruppo sedevacantista che rigetta la validità del Concilio Vaticano II, ritenendo che tutti i Pontefici successivi a Papa Pio XII siano invalidi e che pertanto la Santa Sede sia vacante dal 1958.
È ritenuto un esponente del cattolicesimo tradizionalista ed è noto per avere simpatie fasciste e per il proprio negazionismo dell'Olocausto. Collabora con Radio Spada, sito cattolico tradizionalista.

## Biografia
Florian Abrahamowicz nacque a Vienna, dove suo padre, Alexander Abrahamowicz, era un pastore protestante probabilmente di origine armena. Il padre di Alexander, Jakob Abrahamowicz, si trasferì da Pozorita/Pojorâta, Romania, prima della nascita di Alexander, il 10 settembre 1926. Numerosi membri di una famiglia Abrahamovici, ebrei residenti di Siret in Romania, furono uccisi durante l'Olocausto. Non si è certi tuttavia che ci sia parentela con don Floriano e tali persone. Piuttosto, egli è di origine armena (nella regione di  Bucovina c'erano famiglie armene cristiane con il cognome Abrahamowicz)  e per questo egli considera che il genocidio armeno non abbia ricevuto sufficiente riconoscimento in paragone al genocidio degli ebrei.
 È uno di 5 fratelli, di cui 3 divennero preti cattolici. Gli altri due sacerdoti non sono in alcun modo collegati con la Fraternità sacerdotale San Pio X e analoghe organizzazioni. 
Il 5 febbraio 2009 è stato espulso dalla Fraternità Sacerdotale San Pio X "per serie motivazioni disciplinari".
Attualmente è membro della Congregazione di Maria Regina Immacolata (CMRI), un gruppo sedevacantista che rigetta la validità del Concilio Vaticano II ritiene che tutti i Pontefici successivi a Papa Pio XII siano invalidi e che pertanto la Santa Sede sia vacante dal 1958.
Nel 2016 partecipa alla cresima di 20 persone a Paese, presso la "Domus Marcel Lefebvre", alla presenza di circa 50 persone; le cresime sono amministrate dal vescovo sedevacantista Mark Pivarunas, della CMRI. Esse vengono definite "valide ma illecite" dalla Diocesi di Treviso.

## Dottrina e concezioni

### Politica
Nel 2006, dichiarò durante un'intervista televisiva di voler incontrare Erich Priebke, l'ufficiale tedesco delle SS giudicato colpevole di crimini di guerra per l'Eccidio delle Fosse Ardeatine del 1944, in cui 335 civili italiani furono uccisi per rappresaglia della morte di 33 soldati tedeschi, non come carnefice, ma come soldato, agendo con rammarico e cuore pesante.
È stato considerato il cappellano ufficioso del partito della Lega Nord. Nel 2007 Umberto Bossi, leader del partito, accettò il suo invito per la celebrazione della Messa tridentina e dichiarò la presenza di affinità tra il suo partito e i seguaci dell'arcivescovo Marcel Lefebvre.
Nel 2005 recitò pubblicamente un rosario, al quale partecipò anche l'esponente leghista Flavio Tosi, come forma di opposizione al gay pride che si teneva quell'anno a Vicenza.
Nel 2008 il cardinal Dionigi Tettamanzi arcivescovo di Milano deplorò la mancanza di spazi di preghiera per i musulmani all'interno della sua città. Nel dicembre del 2008, intervenendo nel programma settimanale di Mario Borghezio Associazione Padania su Radio Padania Libera, Abrahamowicz attaccò il cardinale Tettamanzi su questo argomento. Esortò i suoi lettori a non riporre fiducia nel Cardinale, che chiamò:
Aggiunse: 

### Religione
La sera precedente, il 4 febbraio 2009, Abrahamowicz dichiarò in televisione: 
Probabilmente il maggior catalizzatore della decisione di espellere Abrahamowicz fu il sermone, ripetuto due volte, di domenica 25 gennaio 2009, il giorno successivo alla pubblicazione della rimessa - effettuata su loro richiesta - della scomunica dei lefebvriani. Abrahamowicz negò che ci fosse una qualsiasi scomunica da rimuovere, e dichiarò che un cattolico tradizionalista non può "né richiedere né accogliere un tale decreto". Riportando le parole dell'arcivescovo Marcel Lefebvre, dichiarò:
Considerato tutto ciò, il sottoscritto, membro a vita della Fraternità Sacerdotale San Pio X, rifiuta sia la richiesta che l’accettazione di tale decreto che inevitabilmente porta all’unione di fatto con la -Chiesa Conciliare condannata dalla Chiesa Cattolica. Un cattolico tradizionalista NON PUO’ né richiedere né accogliere un tale decreto, ancora meno abbracciare e baciare gli autori, facendo credere che tale atto sia un dono della Madonna.
Preghiamo per Joseph Ratzinger affinché abiuri il modernismo e abbracci la fede cattolica e per la Fraternità San Pio X affinché resti fedele all’opera di Mons. Lefebvre.»
Nel marzo 2010, dopo una messa a Treviso, bruciò pubblicamente una copia dei documenti del Concilio Vaticano II. Ha successivamente aderito alla tesi del sedevacantismo, che rigetta la validità del Concilio Vaticano II ritiene che tutti i Pontefici successivi a Papa Pio XII siano invalidi e che pertanto la Santa Sede sia vacante dal 1958. Attualmente è membro della Congregazione di Maria Regina Immacolata (CMRI), un gruppo sedevacantista americano.

## Orientamenti controversi
Nel 2001, Florian Abrahamowicz prese la parola durante una cerimonia in onore dei morti della Repubblica Sociale Italiana, che definì combattenti per la madre patria e per la religione, "vittime innocenti in quanto i loro assassini non facevano parte di un esercito legittimo" e riferendosi ai partigiani li descrisse come "poveri ignoranti, che combattevano per quella che Pio XI chiamava la setta perversa del comunismo".

### Negazione dell'Olocausto
Nel gennaio 2009, nel bel mezzo del dibattito mondiale sul negazionismo dell'Olocausto da parte del vescovo Richard Williamson, Abrahamowicz dichiarò di non essere certo che i nazisti usarono le camere a gas per scopi differenti dalla disinfezione, rivendicando che la cifra di 6 milioni di ebrei uccisi derivasse da un numero indicato dal portavoce della comunità ebraica tedesca senza una piena conoscenza dei fatti; si lamentò del fatto che l'Olocausto fu ingiustamente esaltato, in particolare dagli ebrei, a dispetto di altri genocidi, e dichiarò che gli ebrei fossero:
Flavio Tosi, rispondendo alle dichiarazioni di Abrahamowicz, le definì come "inconcepibili, inaccettabili e mostruose", mentre il suo collega di partito Luca Zaia dichiarò alla stampa che "nessun revisionismo è possibile".
Il 5 febbraio 2009 la sezione italiana della Fraternità di San Pio X rilasciò una notifica secondo cui, dal giorno seguente, Abrahamowicz sarebbe stato espulso dalla Fraternità "per serie motivazioni disciplinari": "Don Floriano Abrahamowicz da tempo esprimeva posizioni diverse da quelle ufficiali della Fraternità San Pio X. La decisione dell'espulsione, pur dolorosa, si è resa necessaria per evitare che venga ulteriormente distorta l'immagine della Fraternità San Pio X e, di conseguenza, sia danneggiata la sua opera al servizio della Chiesa".
Il sacerdote è tornato alla ribalta della cronaca per aver celebrato in una cappella privata una messa in suffragio di Erich Priebke, alla quale ha partecipato anche il sindaco di Resana, finendo al centro delle proteste.